# Better Than You Bay Bay
Better Than You Bay Bay foi uma tag team de wrestling profissional heróica que consistia em Adam Cole e MJF, que atualmente assinam contrato com a All Elite Wrestling (AEW).
A dupla originalmente rivalizou entre si em junho de 2023, mas depois da luta pelo título de Cole para o AEW World Championship de MJF, eles foram forçados a trabalhar como uma dupla para o Blind Eliminator Tournament para ganhar uma luta pelo título do AEW World Tag Team Championship contra os campeões em título, FTR, no qual venceram o torneio mas perderam para o FTR. Depois, os dois se uniriam no AEW All In: Zero Hour para vencer o ROH World Tag Team Championship do Aussie Open ( Mark Davis e Kyle Fletcher ). Os dois manteriam os títulos por 123 dias, nos quais MJF teria que defender os títulos sozinho em partidas de handicap e com Samoa Joe, já que Cole sofreu uma lesão legítima no tornozelo. MJF perderia os títulos contra The Devil's Masked Men, como parte da história do Devil em andamento na AEW, em uma partida de handicap no AEW Dynamite em dezembro de 2023. No World's End, depois de perder o título mundial da AEW para Joe, MJF foi traído por Adam Cole quando ele se revelou o Diabo, encerrando a equipe no processo.

## História
Em junho de 2023, Cole e MJF começaram uma rivalidade pelo Campeonato Mundial AEW de MJF. Cole estava interrompendo o segmento de MJF no episódio de 7 de junho do Dynamite . o confronto terminou com MJF aceitando uma luta eliminatória pelo título contra Cole na semana seguinte, onde se Cole vencesse, ele ganharia uma futura luta pelo título contra MJF. Na semana seguinte, Cole perdeu por pouco a derrota de MJF, devido ao limite de tempo de 30 minutos expirar enquanto Cole fazia o pin em MJF. Após o empate, MJF recusou-se a continuar a partida, perdendo assim para Cole uma futura luta pelo título. Na edição de 21 de junho do Dynamite, MJF recusou-se ainda a conceder a Cole uma luta pelo título, apesar de sua derrota. A dupla foi então informada por Tony Schiavone que eles haviam sido sorteados aleatoriamente como uma dupla para o próximo Blind Eliminator Tournament, para desgosto de ambos. Na edição da mesma semana do Rampage, MJF anunciou que havia conseguido uma luta para Adam Cole contra Tom Lawlor da NJPW no Forbidden Door, Cole foi então atacado por Lawlor e Royce Isaacs do Team Filthy . Pouco antes de Forbidden Door, a partida foi cancelada, após Cole ser forçado a desistir da luta devido a uma doença. Quando o Blind Eliminator Tournament começou, Cole e MJF começaram a se dar bem, eventualmente se tornando melhores amigos e derrotando Daniel Garcia e Sammy Guevara nas finais do torneio no Blood & Guts para vencer o torneio e ganhar uma partida do AEW World Tag Team Championship contra o FTR . A luta pelo título aconteceu no episódio de 29 de julho do Collision, onde Cole e MJF perderam.

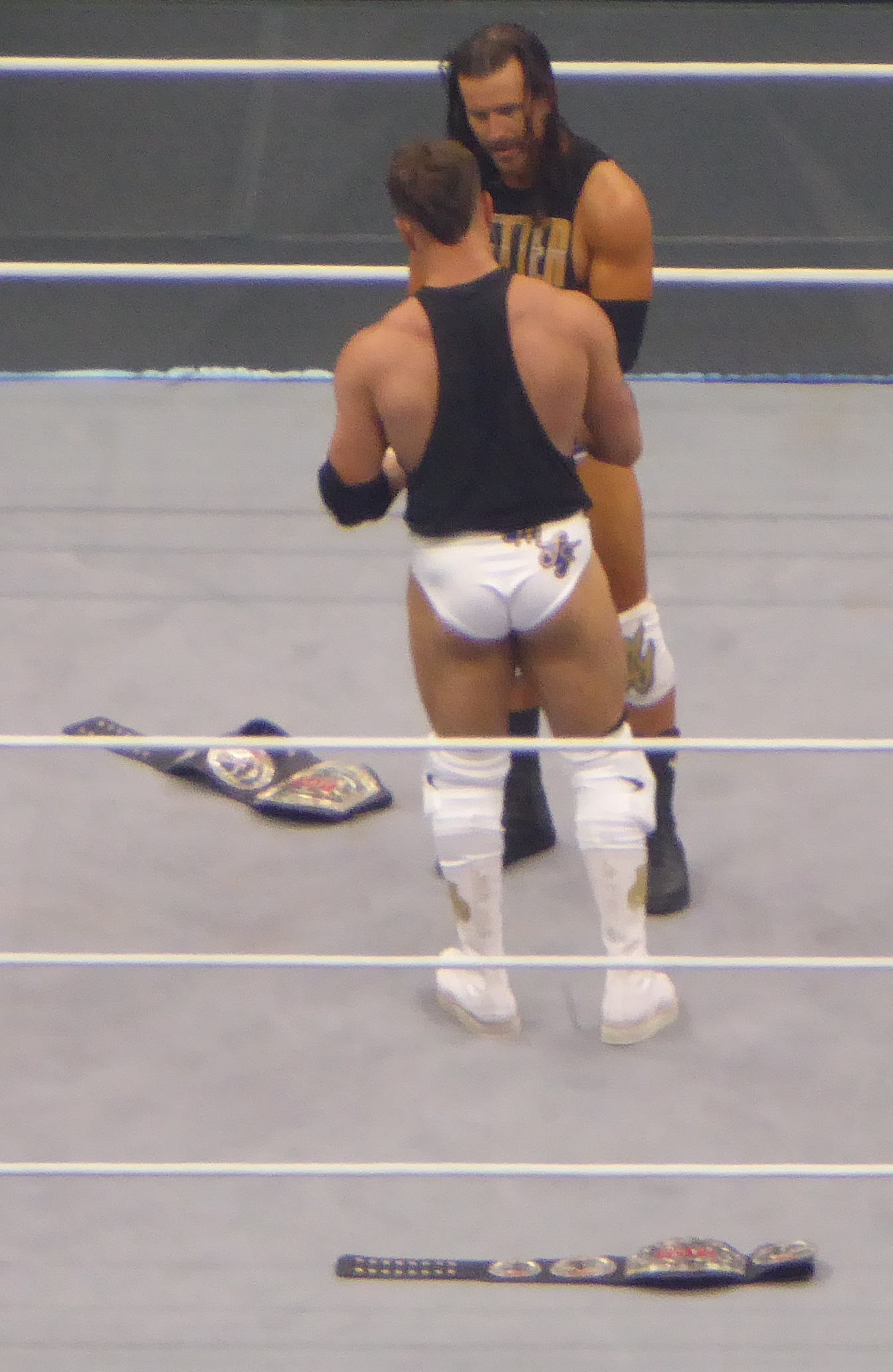
MJF e Cole como ROH World Tag Team Champions no All In

Apesar da derrota, MJF prometeu a Cole uma futura luta pelo AEW World Championship, que ele anunciou que aconteceria no evento principal do All In . Na semana seguinte, além da luta pelo AEW World Championship, Cole - que ainda sentia que ele e MJF poderiam ser uma dupla de calibre de campeonato - desafiou o Aussie Open ( Kyle Fletcher e Mark Davis ) pelo ROH World Tag Team Championship que aconteceria em Pré-show Zero Hour do All In. O Aussie Open aceitou o desafio no Rampage daquela semana. Em 27 de agosto no All In, Cole e MJF derrotaram o Aussie Open para ganhar o ROH World Tag Team Championship. Na luta principal, Cole perdeu para MJF, mas os dois se abraçaram após a luta. No All Out em 3 de setembro de 2023, Better Than You Bay Bay defendeu com sucesso o ROH World Tag Team Championship contra The Dark Order (Alex Reynolds e John Silver).  Na WrestleDream em outubro de 2023, MJF defendeu com sucesso os títulos contra The Righteous ( Holandês e Vincent ) em uma luta handicap após Cole sofrer uma fratura no tornozelo .
Em 30 de dezembro de 2023 no AEW Worlds End, Cole se revelou como The Devil junto com The Devil's Masked Men (composto por The Kingdom (Matt Taven e Mike Bennett), Roderick Strong e Wardlow ), virando-se assim contra MJF.

## Campeonatos e conquistas
- All Elite Wrestling
  - Blind Eliminator Tag Team Tournament

- Ring of Honor
  - ROH World Tag Team Championship (1 time)[15]
  - ROH Triple Crown – Cole